# Franciscains de l'Atonement
 (décembre 2023).
Si vous disposez d'ouvrages ou d'articles de référence ou si vous connaissez des sites web de qualité traitant du thème abordé ici, merci de compléter l'article en donnant les références utiles à sa vérifiabilité et en les liant à la section « Notes et références ».

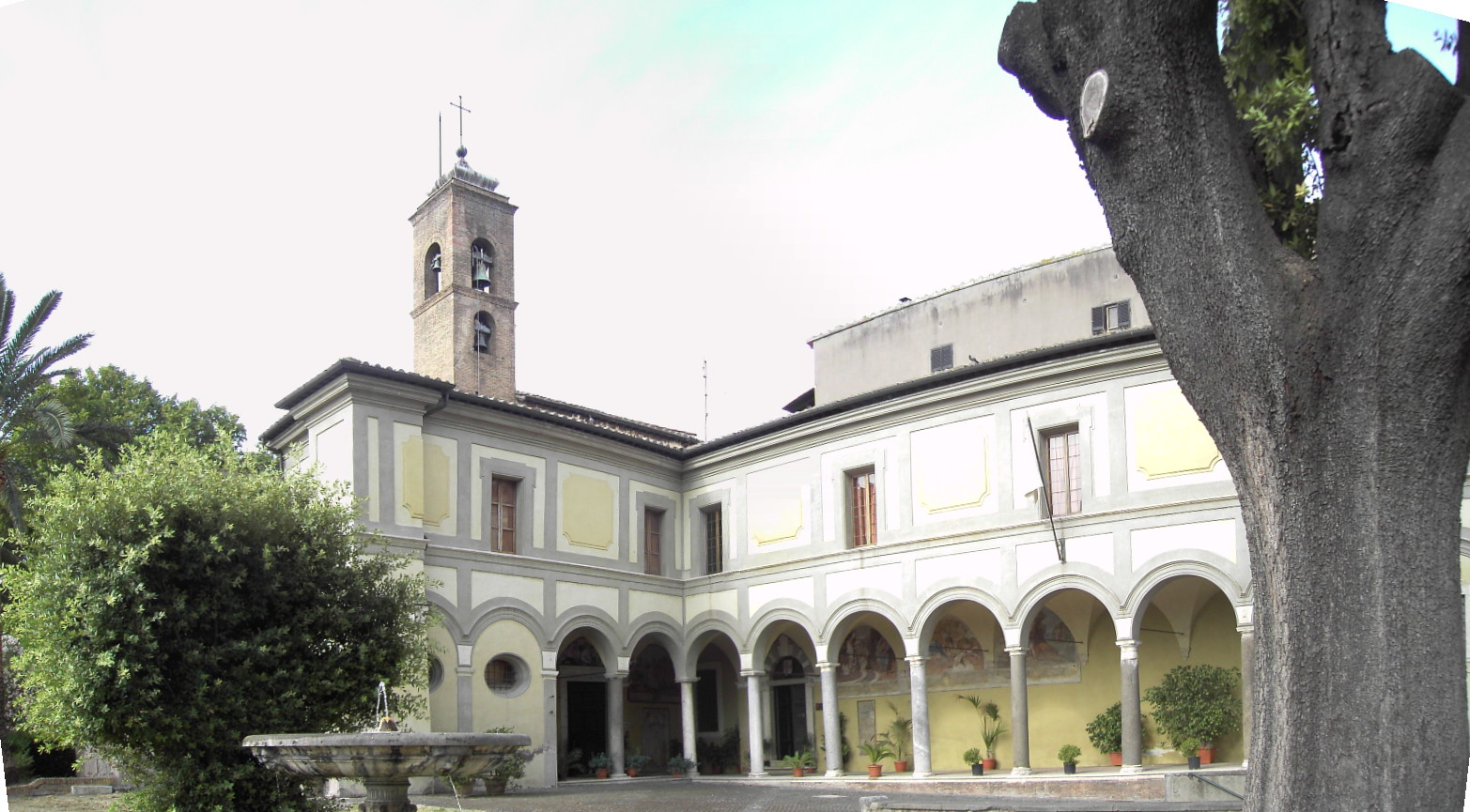
Cloître extérieur de l'église-monastère de Sant'Onofrio al Gianicolo, maison généralice de la congrégation à Rome.

Les Franciscains de l'Atonement (atonement est un mot anglais voulant dire « expiation ») forment une congrégation religieuse fondée aux États-Unis en 1898 dans l'Église épiscopalienne par Paul Wattson qui a intégré l'Église catholique 11 ans plus tard, en 1909.